# Mannen från Mallorca
Mannen från Mallorca è un film svedese del 1984, diretto da Bo Widerberg.
È basato sul romanzo Grisfesten di Leif G. W. Persson.

## Distribuzione

### Data di prima visione
Le date di prima visione internazionali sono state:
- 12 ottobre 1984 in Svezia (Mannen från Mallorca);
- 26 dicembre 1984 in Norvegia (Mannen fra Mallorca);
- 15 febbraio 1985 in Danimarca (Manden fra Mallorca);
- 17 gennaio 1986 in Finlandia (Mies Mallorcalta);
- 8 febbraio 1986 in Portogallo (O Homem de Maiorca);
- 12 giugno 1986 in Ungheria (A mallorcai ember);
- 22 agosto 1986 in Germania Est (Der Mann von Mallorca);
- 20 ottobre 1987 in Germania Ovest (Der Mann aus Mallorca).

## Riconoscimenti
- 1985 - Guldbagge
  - Miglior attore a Sven Wollter